# EuroVelo 4

Itinerario de la EuroVelo 4

La EuroVelo 4 (EV 4), también conocida como la "ruta centroeuropea " o "la velomarítima" en su parte francesa, es una ruta ciclista EuroVelo que forma parte de un programa de desarrollo de carriles bici a escala europea. Con una longitud de 5100 km, conecta Roscoff con Kiev. La ruta atraviesa así Europa pasando sucesivamente por siete países, Francia, Bélgica, Países Bajos, Alemania, República Checa, Polonia y Ucrania.

## Itinerario
Las principales ciudades atravesadas por el país son :
| País         | Principales ciudades cruzadas (intersección con otros EuroVelo)                                                       |
| ------------ | --- |
| Francia      | Roscoff (EV1), Saint-Brieuc, Saint-Malo, Cherburgo, El Havre, Dieppe, Boulogne-sur-Mer, Calais (EV5, EV12), Dunkerque |
| Bélgica      | Ostende, Zeebrugge |
| Países Bajos | Flushing (EV12), Middelburg, Breda, Eindhoven, Venlo (EV19)                                                           |
| Alemania     | Düsseldorf (EV3, EV15), Colonia, Bonn (EV3), Coblenza, Maguncia (EV15), Fráncfort, Wurzburgo, Bamberg, Bayreuth       |
| Suiza        | Egra (V13), Karlovy Vary, Praga (EV7), Brno (EV9), Ostrava                                                            |
| Polonia      | Bielsko-Biała, Cracovia (EV11), Tarnów (EV11), Rzeszów                                                                |
| Ucrania      | Lviv, Zhitomir, Kiev                                                                                                  |

### Francia
La parte francesa del EV 4, llamada la Velomarítima, tiene 1518 km  de largo y conecta Roscoff en Bretaña con Bray-Dunes en el norte, cruzando 3 regiones y 12 departamentos.
En 2020, la ruta estaba marcada al 93 %. La inauguración de toda la ruta está prevista para 2021.

#### Bretaña
La sección bretona se extiende a lo largo de 429 km a lo largo de la costa del Canal, desde Roscoff hasta Mont-Saint-Michel.
lA Velomarítima comienza en Roscoff y se une a Morlaix a través de Saint-Pol-de-Léon, en un tramo común con el EV 1, el Tour de Manche y el V7 del esquema regional de rutas ciclistas y vías verdes de Bretaña. Luego, la ruta ciclista va hacia el norte a lo largo de la bahía de Morlaix a través de Le Dourduff-en-Mer, y recorre la costa de Trégor a través de Plougasnou hasta Locquirec. Desde allí, vuelve a Côtes-d'Armor y atraviesa Saint-Michel-en-Grève y Lannion. Desde Trébeurden, la ruta ciclista recorre la costa de granito rosa a través de Trégastel, Perros-Guirec, Penvénan, Tréguier y Lézardieux . La ruta ciclista utiliza algunos tramos de las antiguas líneas ferroviarias de Côtes-du-Nord (líneas de Lannion a Perros-Guirec y de Tréguier a Perros-Guirec en particular).
Desde Paimpol, la ruta se dirige al sur hacia Saint-Brieuc, siguiendo la costa de Goëlo y la bahía de Saint-Brieuc a través de Plouha, Saint-Quay-Portrieux, Binic, Pordic, Plérin, antes de llegar a Saint-Brieuc y el puerto de Légué. Luego, el EV 4 sube hacia el norte hacia Cap Fréhel, esta vez bordeando la costa de Penthièvre y pasando por Yffiniac, Hillion, Pléneuf-Val-André y Erquy.
Desde Cap Fréhel, la ruta ciclista sigue la Costa Esmeralda pasando por Plévenon, Matignon y Ploubalay . Se adentra un poco tierra adentro al acercarse a Tréméreuc, luego toma una pequeña sección de la ruta ciclista de Rance y Vilaine (V42 del esquema nacional ) hasta Pleslin-Trigavou, para evitar el estuario de Rance desde el sur a través de Plouër -sur-Rance y Saint-Suliac para llegar a Saint-Malo. Una alternativa es tomar el autobús marítimo de Dinard a Saint-Malo .

Continúa hacia Pointe du Grouin y Cancale, antes de acercarse a la bahía de Mont-Saint-Michel y llegar a Mont-Saint-Michel .

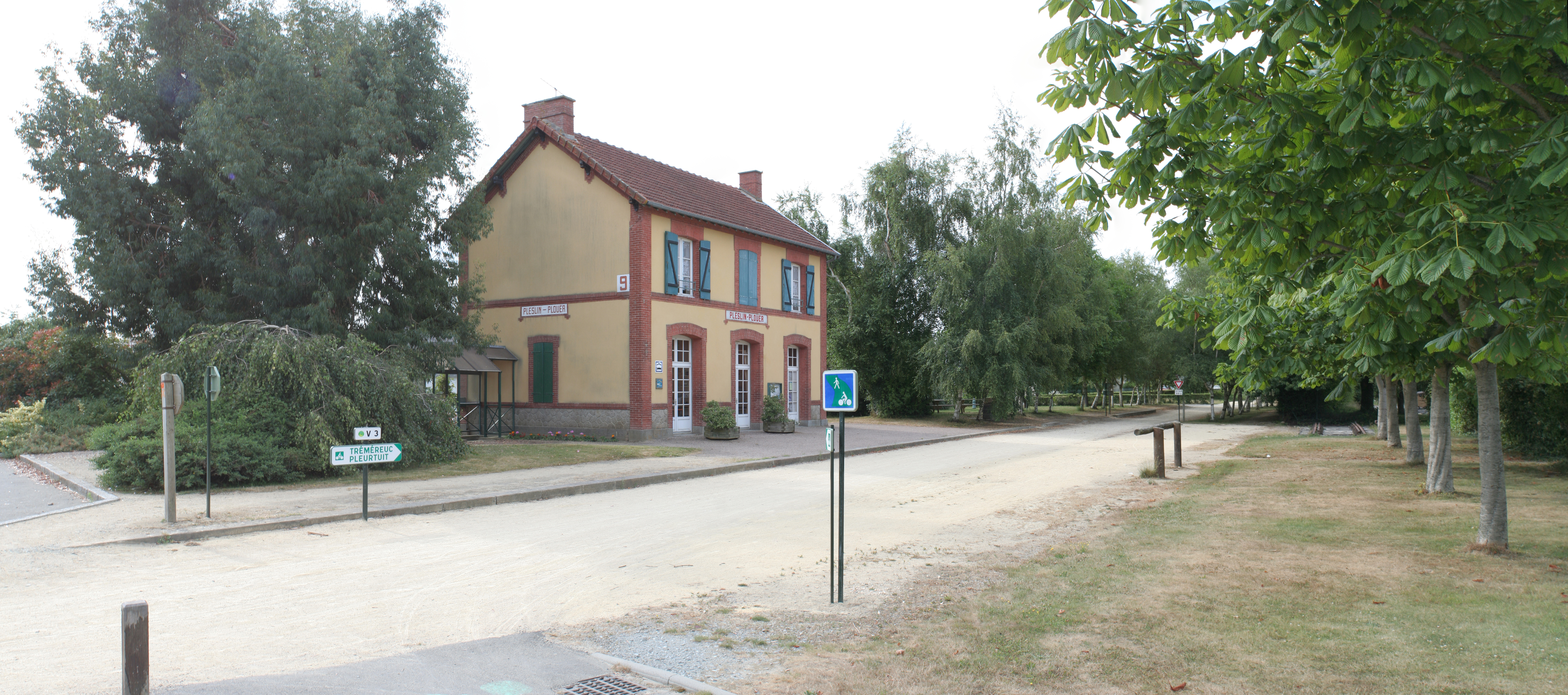
Antigua estación de Pleslin
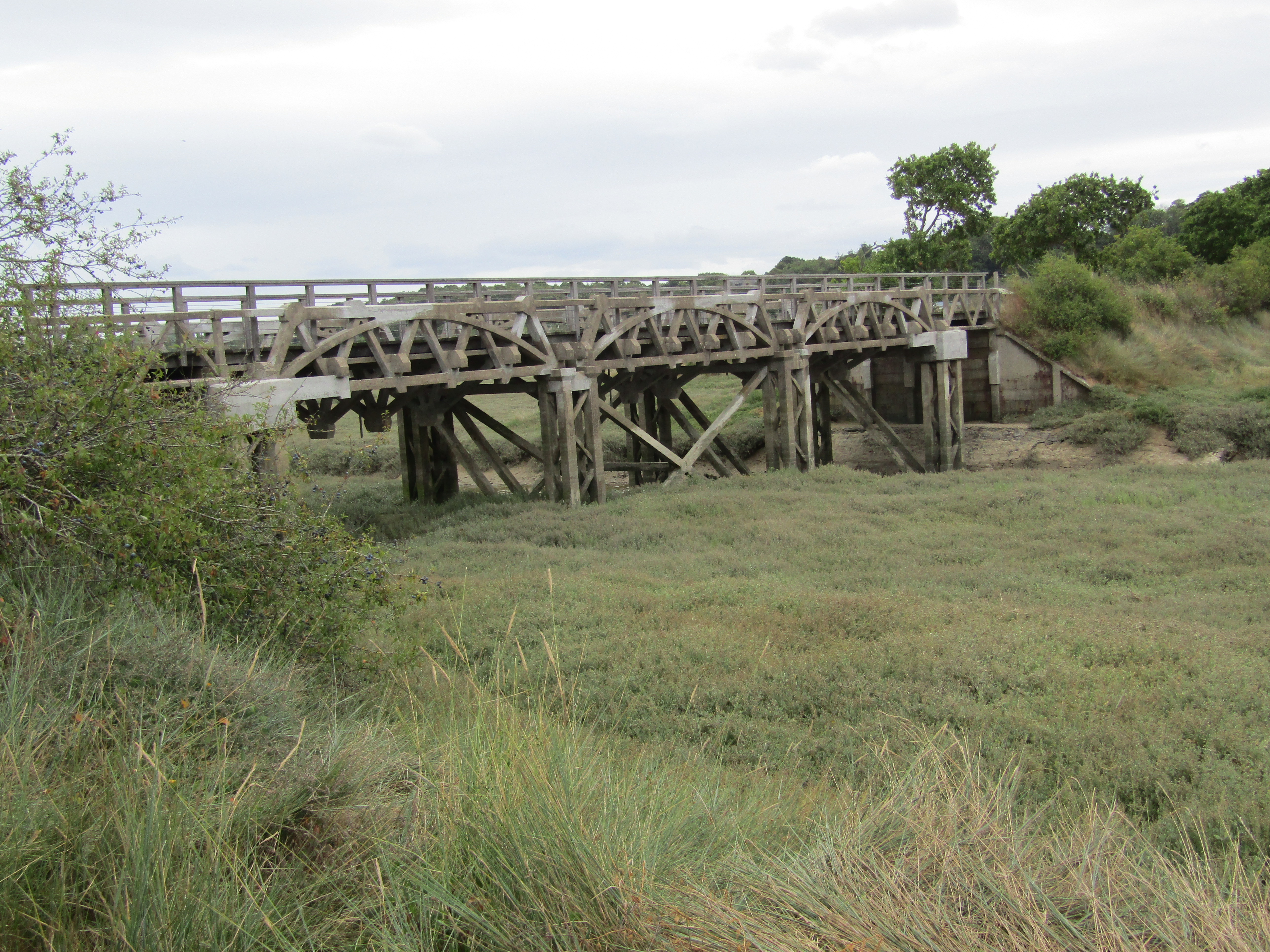
El EV 4 pasa por el puente de Marais en Plurien

| Sección                        | Coordenadas de salida       | Distancia (km) | Tipo de vía       | Revestimiento |
| ------------------------------ | --------------------------- | -------------- | ----------------- | ------------- |
| Roscoff-Morlaix                | 48° 43′ 08″ N, 3° 58′ 21″ O | 29.4           | carril compartido | Saburral      |
| Morlaix - Locquirec            | 48° 34′ 53″ N, 3° 49′ 55″ O | 41.2           | carril compartido | Saburral      |
| Locquirec - Perros-Guirec      | 48° 41′ 28″ N, 3° 38′ 54″ O | 65.2           | carril compartido | Saburral      |
| Perros-Guirec - Paimpol        | 48° 48′ 10″ N, 3° 26′ 36″ O | 44.5           | carril compartido | Saburral      |
| Paimpol - Yffiniac             | 48° 46′ 42″ N, 3° 02′ 38″ O | 74.1           | carril compartido | Saburral      |
| Yffiniac - Cabo Frehel         | 48° 29′ 19″ N, 2° 40′ 43″ O | 39.7           | carril compartido | Saburral      |
| Cabo Frehel - Tremereuc        | 48° 40′ 12″ N, 2° 19′ 52″ O | 42.2           | carril compartido | Saburral      |
| Tremereuc - Saint-Malo         | 48° 33′ 36″ N, 2° 03′ 30″ O | 29.8           | carril compartido | Saburral      |
| Saint-Malo - Mont-Saint-Michel | 48° 38′ 46″ N, 2° 01′ 34″ O | 63             | carril compartido | Saburral      |

#### Normandía
El Vélomaritime atraviesa Normandía durante casi 775 km, bordeando la costa a través de los países de Cotentin, Bessin, Auge y Caux .
A partir de Mont-Saint-Michel, el tramo se une a Saint-Hilaire-du-Harcouët, en parte en la vía verde construida sobre la antigua vía férrea de Domfront a Pontaubault. Comparte un núcleo común con la primera etapa de la Véloscénie (V40 del esquema nacional ) que une el Mont con París, hasta Romagny, y la ruta ciclista Plages du Débarquement Mont-Saint-Michel. Luego, el EV 4 toma una dirección norte a través del bocage de Normandía utilizando la antigua vía férrea de Vire a Romagny, vía Mortain, Sourdeval y Vire.
En Vire, la ruta ciclista sigue el río Vire tomando un tramo de la antigua vía férrea hacia Caen, luego cruza el Souleuvre al nivel del viaducto del mismo nombre en La Ferrière-Harang. Luego llega a Pont-Farcy y toma el camino de sirga a orillas del Vire hasta Saint-Fromond, pasando por Tessy, Condé, Saint-Lô .
Desde Carentan, comienza un bucle que llevará al ciclista a Cherburgo, atravesando el Parque Natural Regional del Marais du Cotentin et du Bessin . El EV 4 comparte su recorrido con la Vía Verde Transcotentina, establecida en la antigua vía férrea de Carentan a Carteret, a La Haye-du-Puits y luego se une a Cherburgo, pasando por Saint-Sauveur-le-Vicomte, Bricquebec y Rocheville, especialmente en la vía verde por la antigua línea de Coutances a Sottevast . En Cherburgo, EuroVelo 4 sale del Tour de Manche y se desvía hacia Saint-Vaast-la-Hougue. Aquí encuentra la costa y regresa a Carentan, bordeando Utah Beach, la primera de las cinco playas de desembarco de la ruta, y Baie des Veys.
Luego, el EV 4 se acerca a Bessin en Isigny-sur-Mer. El tramo de 14,5 km entre Grandcamp-Maisy y Vierville-sur-Mer debería estar abierto en otoño de 2021, y los tramos entre Saint-Honorine-des-Pertes y Longues-sur-Mer aún deberán desarrollarse para 2022. vía Port- en-Bessin-Huppain y entre Asnelles y Courseulles-sur-Mer.  La ruta sirve el cementerio americano de Colleville-sur-Mer y la playa de desembarco de Omaha Beach . Desde Courseulles, la ruta recorre la Côte Fleurie y las playas de Juno Beach y Sword Beach hasta Ouistreham . La vía ciclista comparte un tronco común con la salida del Vélo Francette y lo abandona cruzando el Orne por el puente Pegasus en Bénouville .
Luego recorre la bahía del Orne y luego toma la dirección de Cabourg y Dives-sur-Mer, donde ingresa al Pays d'Auge a lo largo de la Côte de Grâce. Llega a Deauville donde comparte con La Seine à vélo (V33) y se interna hacia Pont-l'Évêque, luego utiliza la vía verde de la antigua línea de Pont-l'Évêque a Honfleur a Saint-André- estación d'Hébertot . En Honfleur, el EV 4 debe cruzar el puente de Normandía para llegar a Le Havre, en un entorno industrial y portuario poco seguro para las bicicletas. Se está estudiando una alternativa para 2021.

Desde Le Havre, el EV 4 entra en el País de Caux y recorre la Costa de Alabastro a través de Octeville-sur-Mer, Étretat, Fécamp, Sassetot-le-Mauconduit, Saint-Valery-en-Caux, Veules-les-Roses, Varengeville -sur-Mer, Dieppe (intersección con Avenue verte London-Paris (V16), Criel-sur-Mer y Le Tréport, etapa final de la región.

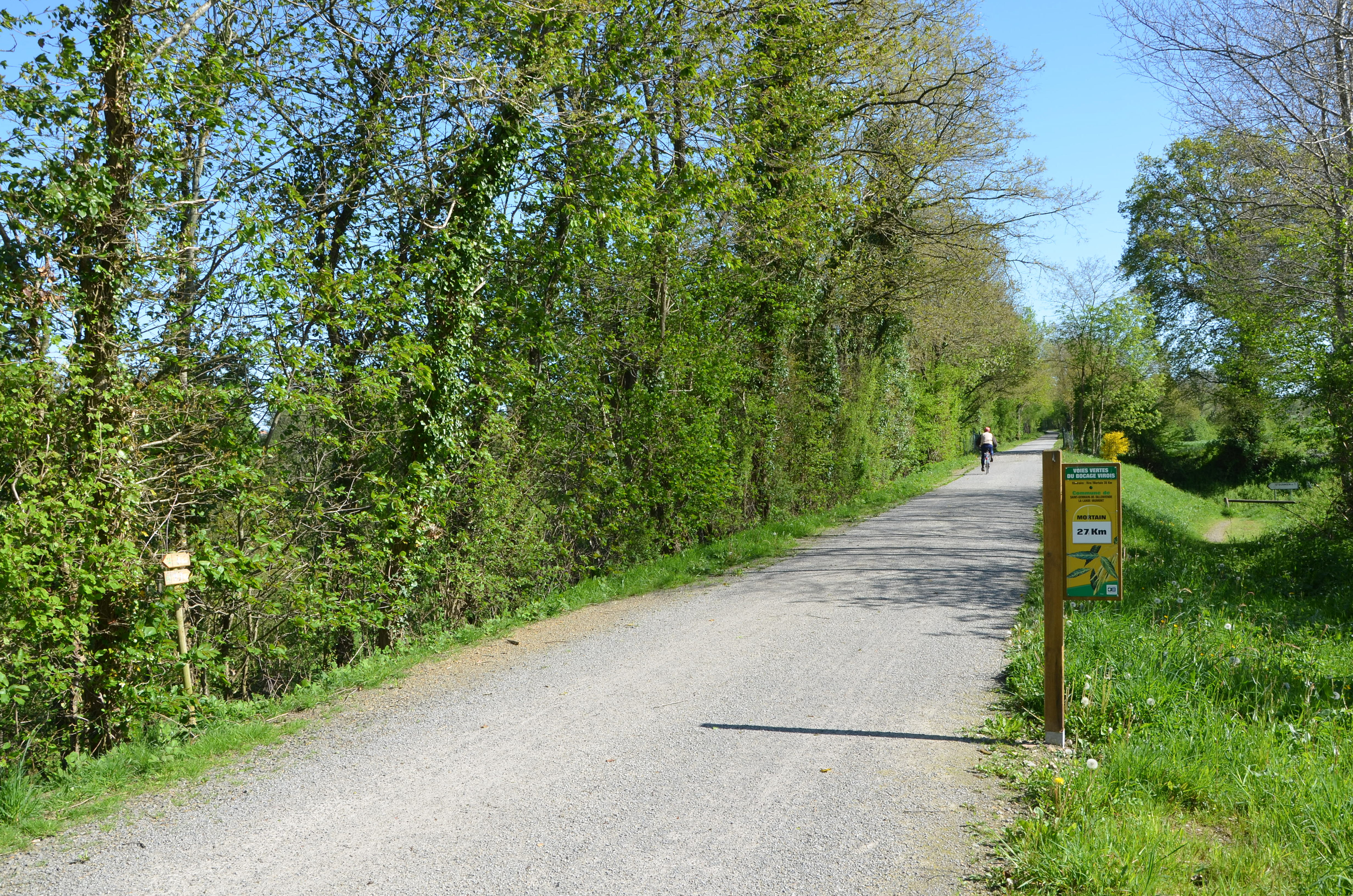
EV 4 a Vire
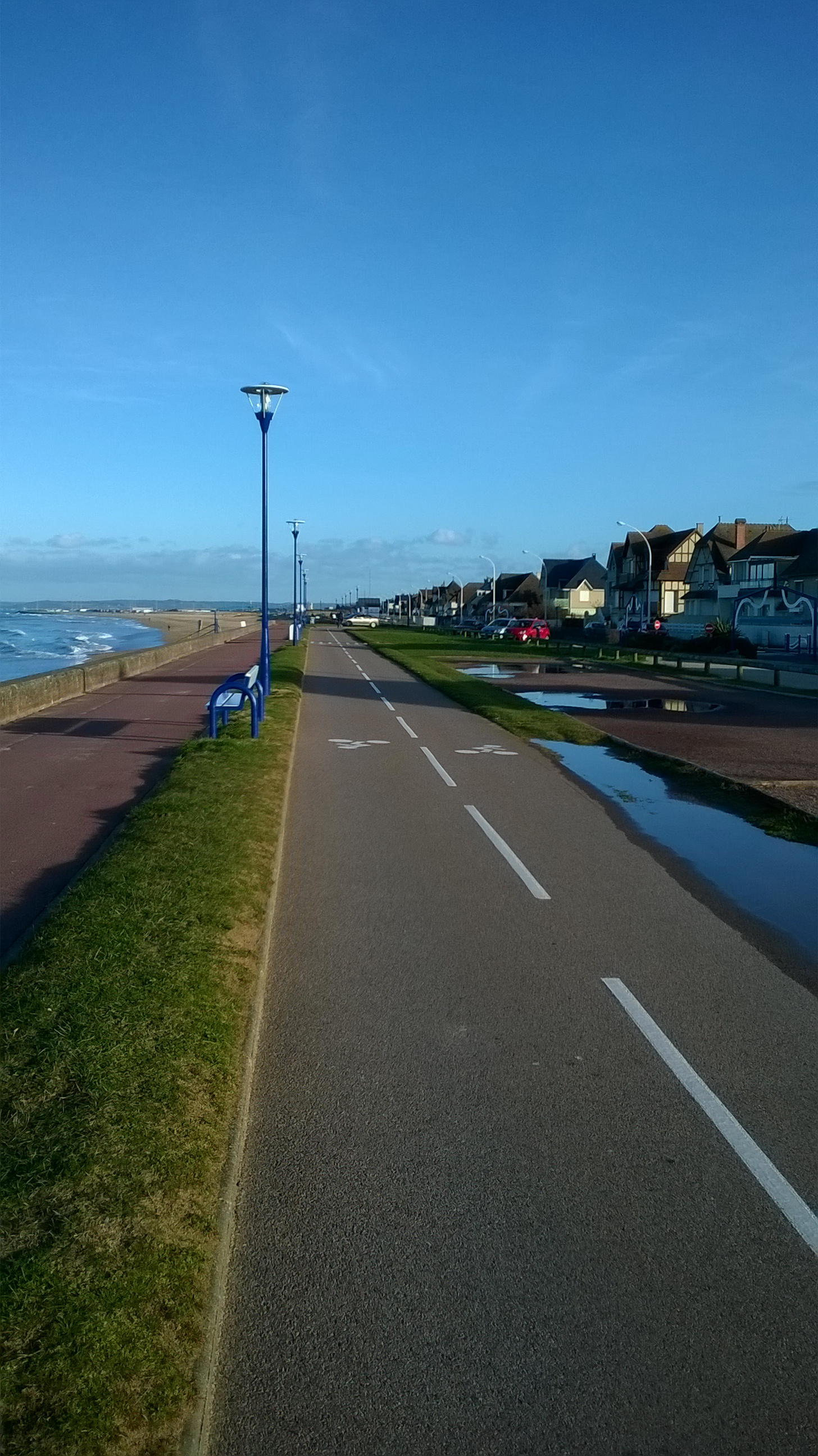
La ruta ciclista en Ouistreham

| Tronçon                                                      | Coordonnées départ                          | Distance (km) | Type de voie          | Revêtement         |
| ------------------------------------------------------------ | ------------------------------------------- | ------------- | --------------------- | ------------------ |
| Mont-Saint-Michel - Pontaubault                              | 48°38′05″N 1°30′39″O / 48.634858, -1.510806 | 26,4          | Voie partagée         | Enrobé             |
| Pontaubault - Grandparigny (Saint-Hilaire-du-Harcouët)       | 48°37′53″N 1°21′02″O / 48.631342, -1.350614 | 22,5          | Voie verte            | Stabilisé          |
| Grandparigny (Saint-Hilaire-du-Harcouët) - Romagny (Mortain) | 48°35′09″N 1°06′02″O / 48.585945, -1.100484 | 11,8          | Voie verte            | Stabilisé          |
| Romagny (Mortain) - Vire                                     | 48°37′35″N 0°57′37″O / 48.62639, -0.96020   | 43,8          | Voie verte            | Enrobé - Stabilisé |
| Vire - La Ferrière-Harang                                    | 48°50′50″N 0°53′16″O / 48.847155, -0.887912 | 17,4          | Voie partagée         | Enrobé - Stabilisé |
| La Ferrière-Harang - Pont-Farcy                              | 48°58′22″N 0°53′05″O / 48.9729, -0.8847     | 21,3          | Voie partagée         | Enduit gravillonné |
| Pont-Farcy - Saint-Lô                                        | 48°56′19″N 1°01′56″O / 48.938529, -1.032335 | 31,6          | Voie verte            | Stabilisé          |
| Saint-Lô - Saint-Fromond                                     | 49°06′55″N 1°05′59″O / 49.115255, -1.099850 | 18,2          | Voie verte            | Stabilisé          |
| Saint-Fromond - Carentan                                     | 49°13′16″N 1°05′24″O / 49.221068, -1.090070 | 6,9           | Voie partagée         | Enduit gravillonné |
| Carentan - La Haye-du-Puits                                  | 49°18′23″N 1°14′24″O / 49.306421, -1.239939 | 39,3          | Voie verte            | Stabilisé          |
| La Haye-du-Puits - Rocheville                                | 49°17′43″N 1°32′42″O / 49.295206, -1.544945 | 33,2          | Voie verte            | Stabilisé          |
| Rocheville - Cherbourg                                       | 49°30′17″N 1°35′35″O / 49.504716, -1.593116 | 24,8          | Voie partagée         | Enrobé             |
| Cherbourg - Saint-Vaast-la-Hougue                            | 49°36′43″N 1°33′32″O / 49.611845, -1.559027 | 48,3          | Voie partagée         | Enrobé             |
| Saint-Vaast-la-Hougue - Carentan                             | 49°35′18″N 1°16′39″O / 49.588310, -1.277513 | 57,9          | Voie partagée         | Enrobé             |
| Carentan - Grandcamp-Maisy                                   | 49°18′23″N 1°14′24″O / 49.306421, -1.239939 | 28,1          | Voie partagée         | Enrobé             |
| Grandcamp-Maisy - Port-en-Bessin-Huppain                     | 49°23′20″N 1°02′29″O / 49.388881, -1.041522 | 17,5          | En travaux (2020)     |                    |
| Port-en-Bessin-Huppain - Courseulles-sur-Mer                 | 49°20′57″N 0°45′20″O / 49.349035, -0.755620 | 23,7          | En travaux (2020)     |                    |
| Courseulles-sur-Mer - Bénouville                             | 49°20′09″N 0°27′28″E / 49.3357, 0.457754    | 24,8          | Voie verte            | Enrobé             |
| Bénouville - Cabourg                                         | 49°14′33″N 0°16′29″E / 49.2425, 0.2748      | 14,6          | Voie verte            | Stabilisé          |
| Cabourg - Deauville                                          | 49°17′18″N 0°08′21″E / 49.2883, 0.1393      | 22,7          | Voie verte - partagée | Enrobé             |
| Deauville - Pont-L'Évêque                                    | 49°21′27″N 0°04′39″E / 49.3576, 0.0776      | 19            | Voie verte - partagée | Enrobé             |
| Pont-L'Évêque - Honfleur                                     | 49°17′39″N 0°11′20″E / 49.2942, 0.1890      | 27,4          | Voie verte - partagée | Enrobé             |
| Honfleur - Le Havre                                          | 49°25′04″N 0°14′25″E / 49.4179, 0.2402      | 20,3          | En projet             | Enrobé             |
| Le Havre - Fécamp                                            | 49°29′34″N 0°05′47″E / 49.4927, 0.0963      | 59,2          | Voie partagée         | Enrobé             |
| Fécamp - Saint-Valery-en-Caux                                | 49°45′38″N 0°22′25″E / 49.760483, 0.373477  | 41,5          | Voie partagée         | Enrobé             |
| Saint-Valery-en-Caux - Dieppe                                | 49°51′46″N 0°42′49″E / 49.862667, 0.713486  | 38,3          | Voie partagée         | Enrobé             |
| Dieppe - Le Tréport                                          | 49°55′35″N 1°04′49″E / 49.926468, 1.080297  | 33,9          | Voie partagée         | Enrobé             |

#### Altos de Francia
El tramo relativo a la región de Hauts-de-France recorre las costas de Picardía y Ópalo y las dunas de Flandes durante 258 km.
En Tréport, la ruta ciclista atraviesa el valle de Bresle para llegar a Mers-les-Bains. Luego sube a la meseta de Vimeu antes de regresar a la costa en Cayeux-sur-Mer . Llega a la bahía de Somme en la punta del Hourdel y la rodea por la vía verde de la bahía de Somme a través de Saint-Valery-sur-Somme, que es el punto de partida de la ruta ciclista del valle de la Suma ( V30); Noyelles-sur-Mer y Le Crotoy .

Entre Calais y Dunkerque vía Gravelines, la ruta aún no está abierta. Finalmente, desde Dunkerque hasta la frontera belga, EuroVelo 4 toma la ruta ciclista costera en la antigua línea de Dunkerque-Locale a Bray-Dunes .

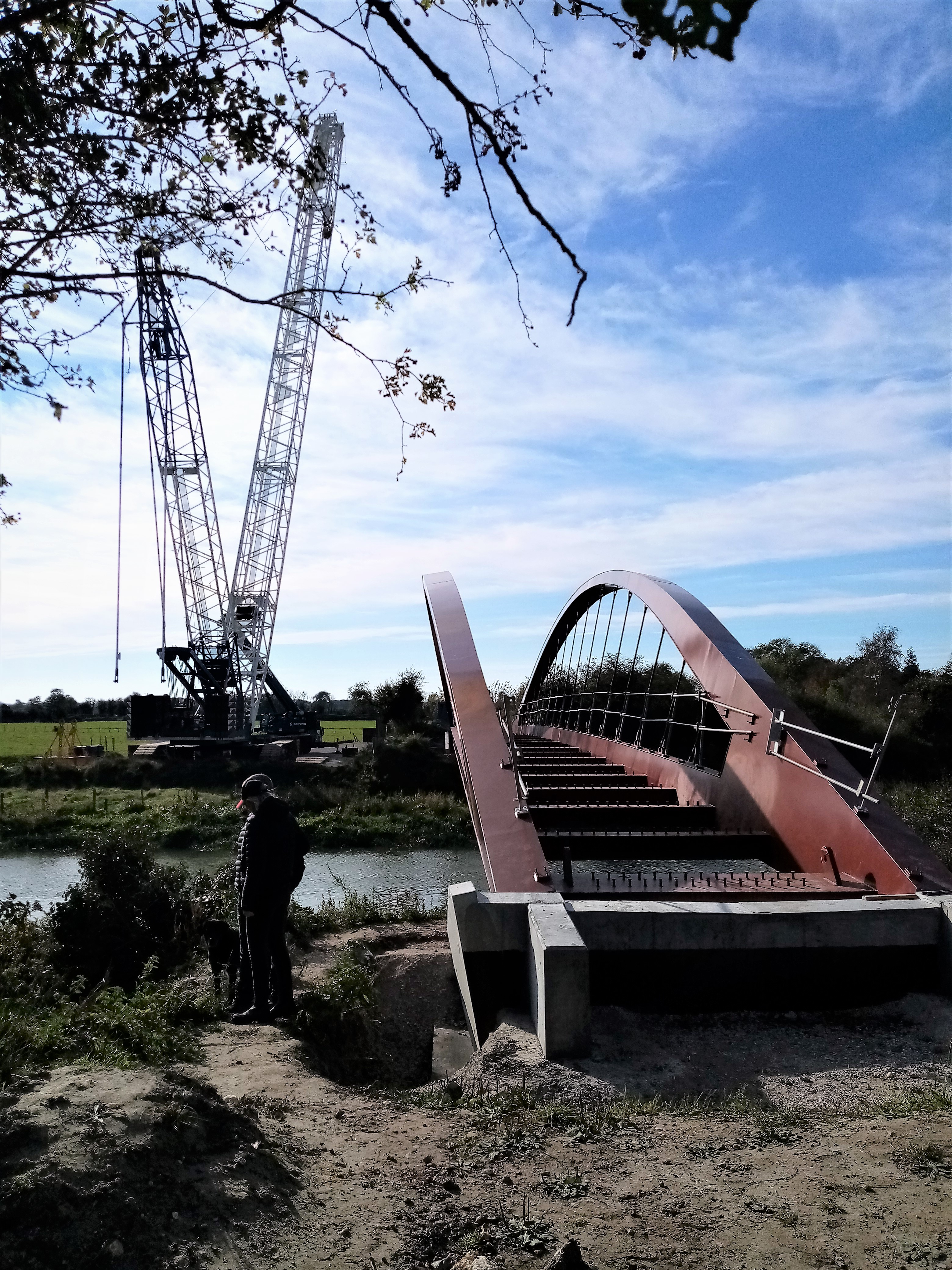
Fort-Mahon, la pasarela sobre el Authie, octubre de 2021.
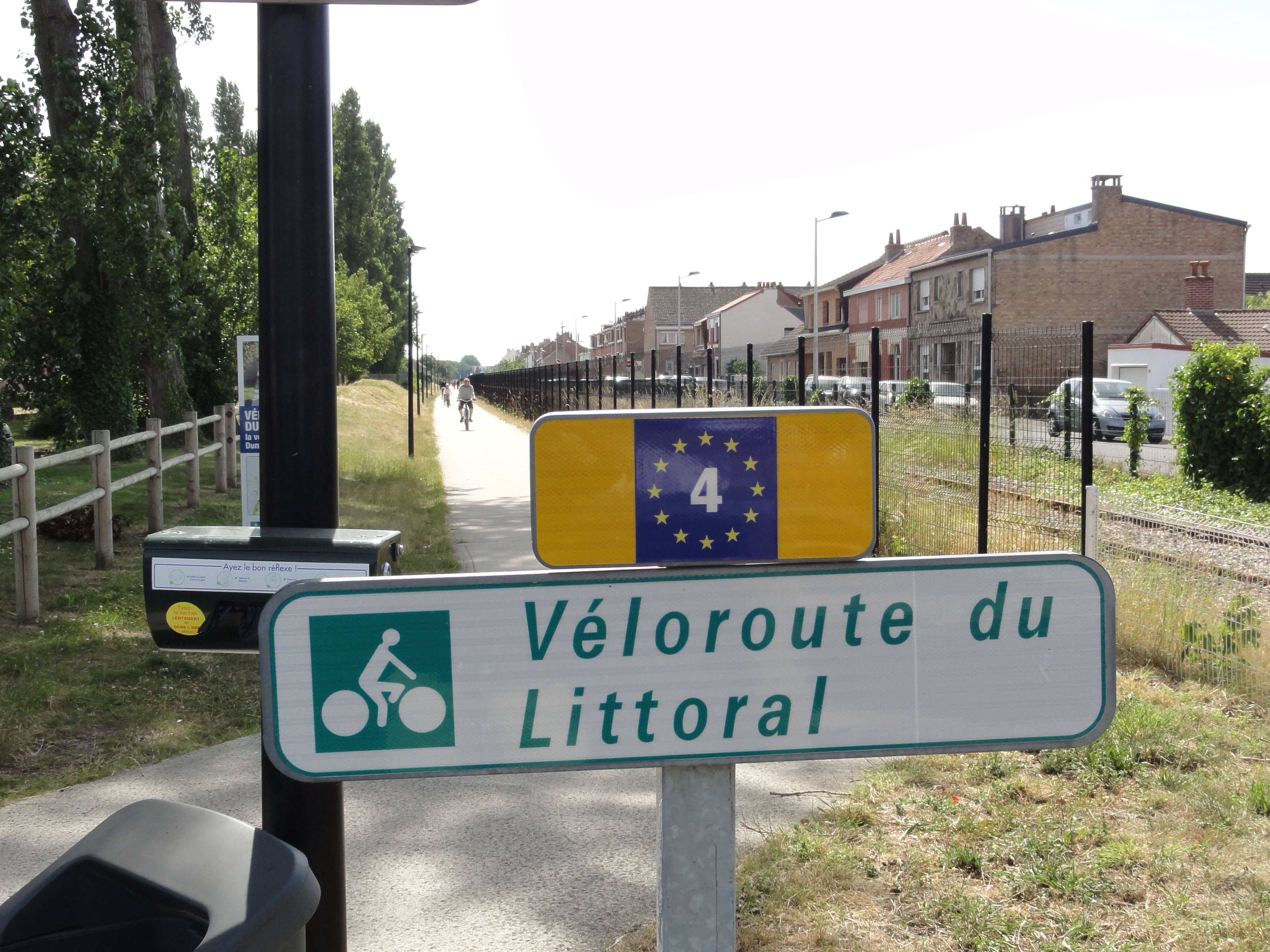
El EV 4 en Leffrinckoucke .

| Sección                                   | Coordenadas de salida       | Distancia (km) | Tipo de vía        | Revestimiento |
| ----------------------------------------- | --------------------------- | -------------- | ------------------ | ------------- |
| Le Tréport — Saint-Valéry-sur-Somme       | 50° 03′ 46″ N, 1° 22′ 32″ E | 42.8           | carril compartido  | Saburral      |
| Saint-Valéry-sur-Somme — Fort-Mahon-Plage | 50° 10′ 37″ N, 1° 38′ 48″ E | 34             | Camino verde       | Saburral      |
| Fort-Mahon-Plage — Le Touquet-Paris-Plage | 50° 20′ 24″ N, 1° 34′ 01″ E | 37.1           | Camino verde       | Saburral      |
| Le Touquet-Paris-Plage — Boulogne-sur-Mer | 50° 30′ 40″ N, 1° 35′ 42″ E | 30             | Camino verde       | Saburral      |
| Boulogne-sur-Mer — Calais                 | 50° 43′ 25″ N, 1° 36′ 06″ E | 44.7           | Camino verde       | Saburral      |
| Calais — Dunkerque                        | 50° 57′ 43″ N, 1° 51′ 23″ E | 53.4           | En proyecto (2020) |               |
| Dunkerque — Bray-Dunes                    | 51° 01′ 48″ N, 2° 22′ 17″ E | 16.6           | Camino verde       | Saburral      |

### Bélgica
La ruta recorre la costa belga a través de los balnearios de Koksijde, Nieuwpoort, Ostende, Blankenberge, Zeebrugge y Knokke-Heist . Está en tronco común integral con el EuroVelo 12, y en parte con la ruta del Mar del Norte (LF1). 

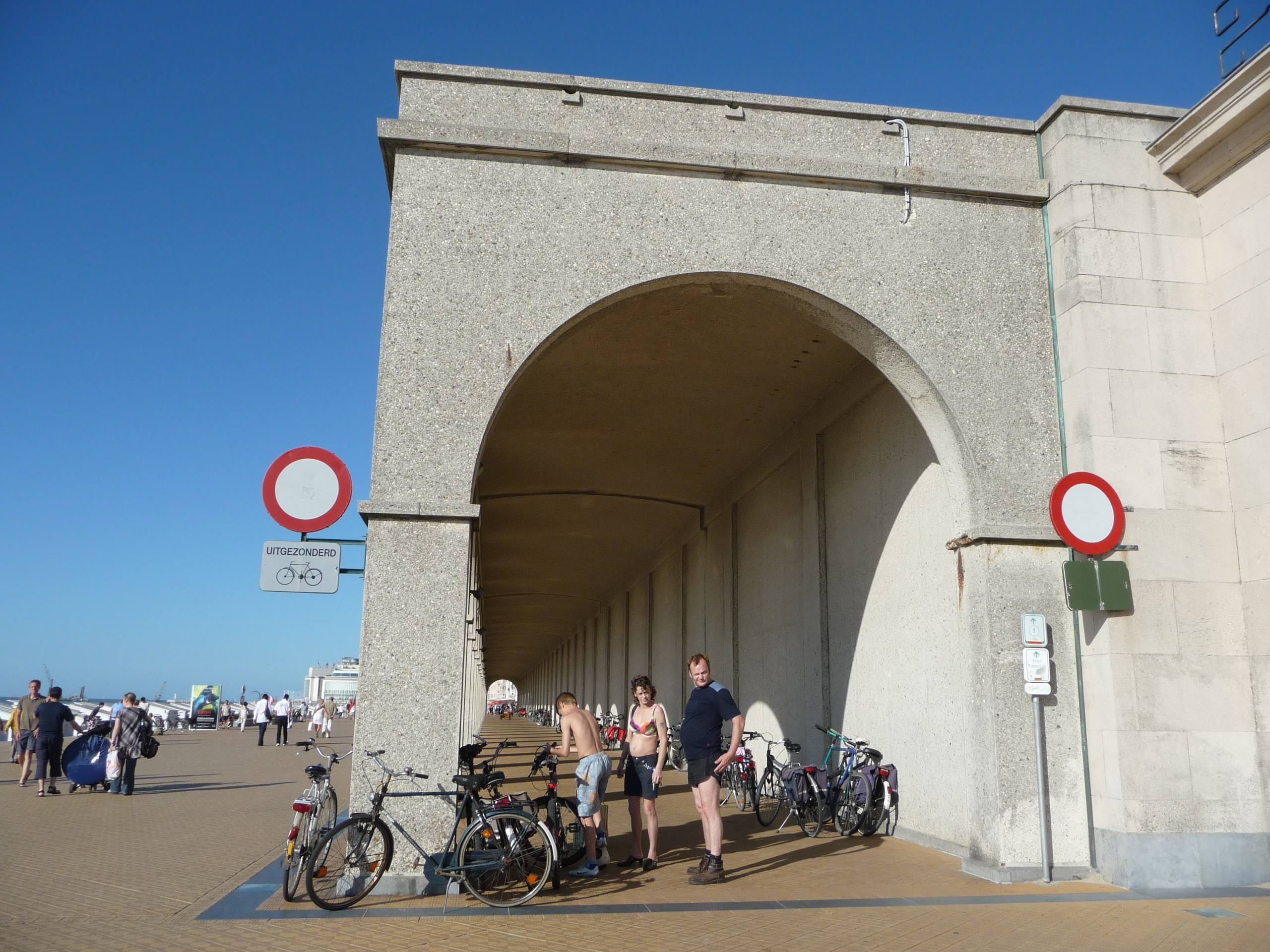
La ruta ciclista en Ostende
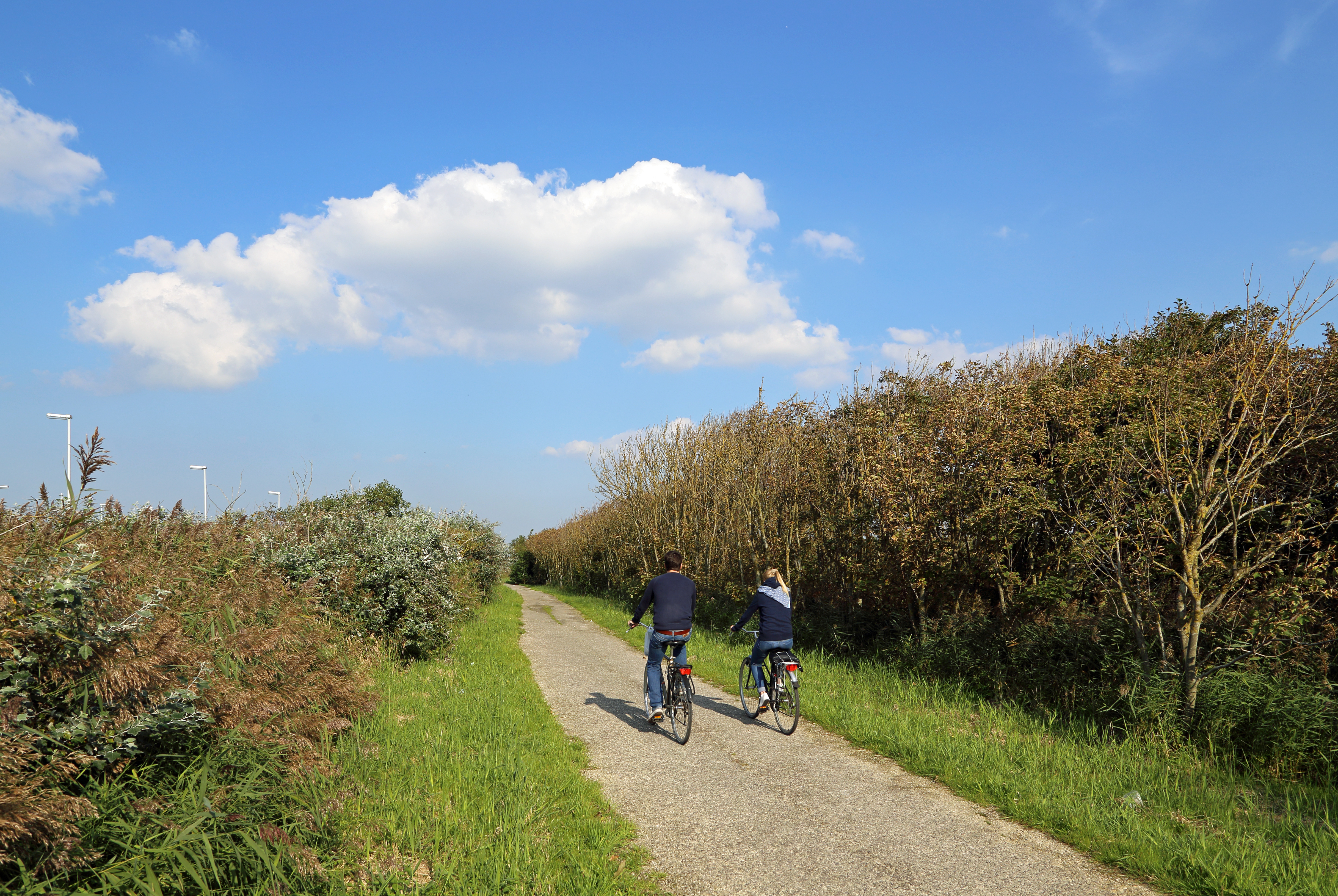
El EV 4 entre Blankenberge y Zeebrugges

### Países Bajos

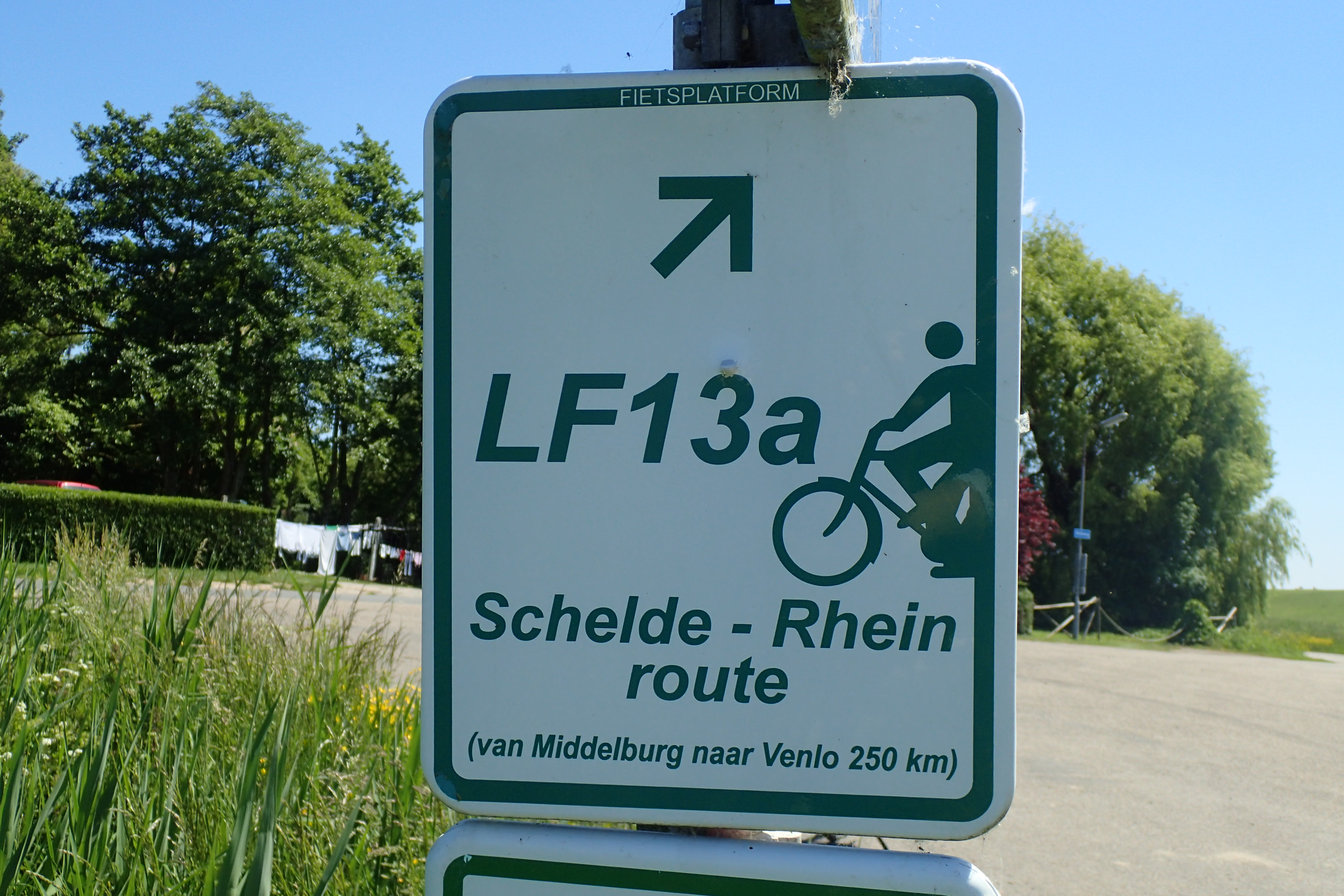
Marcado del LF13
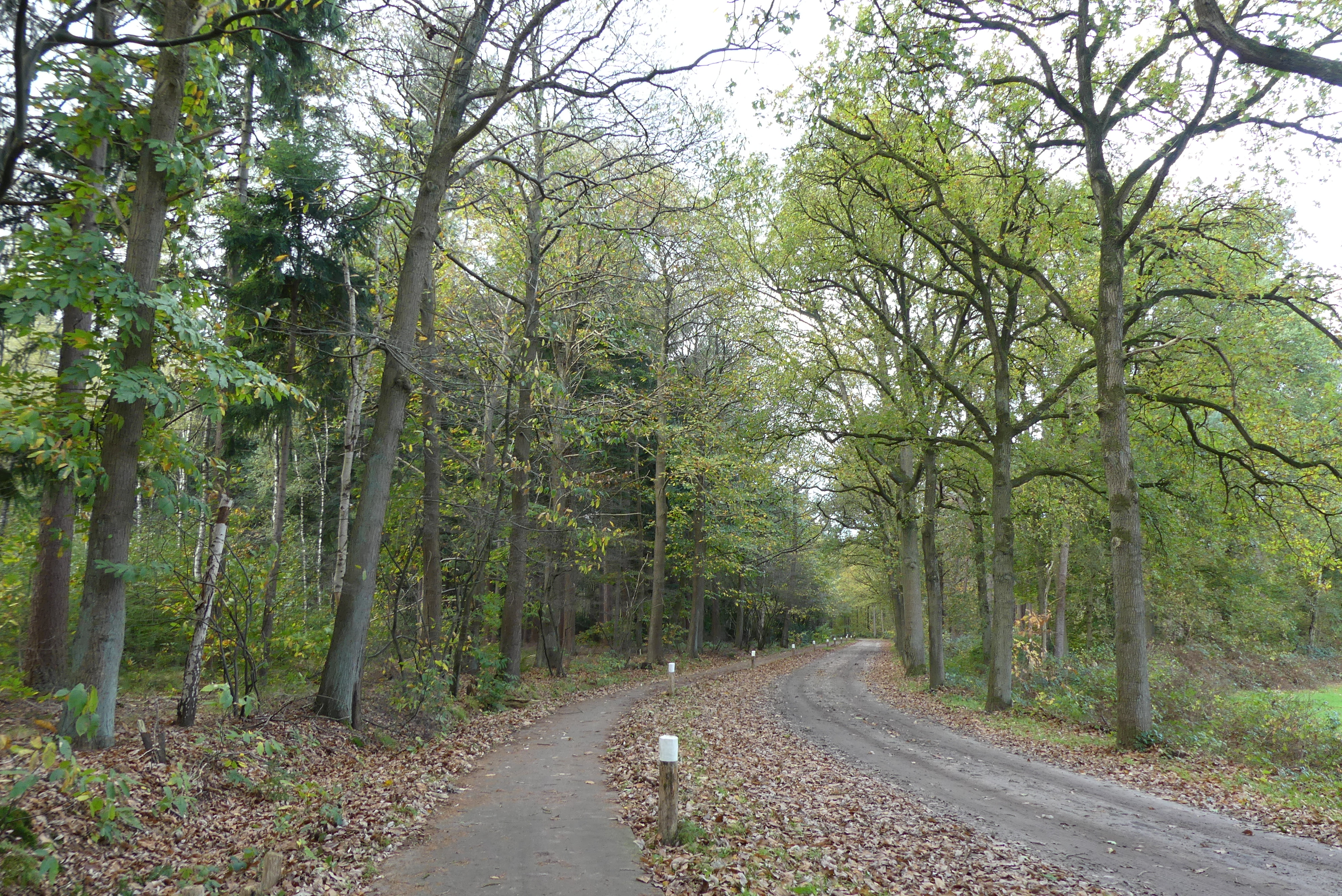
el EV 4 en la reserva natural de Pannenhoef

### Alemania

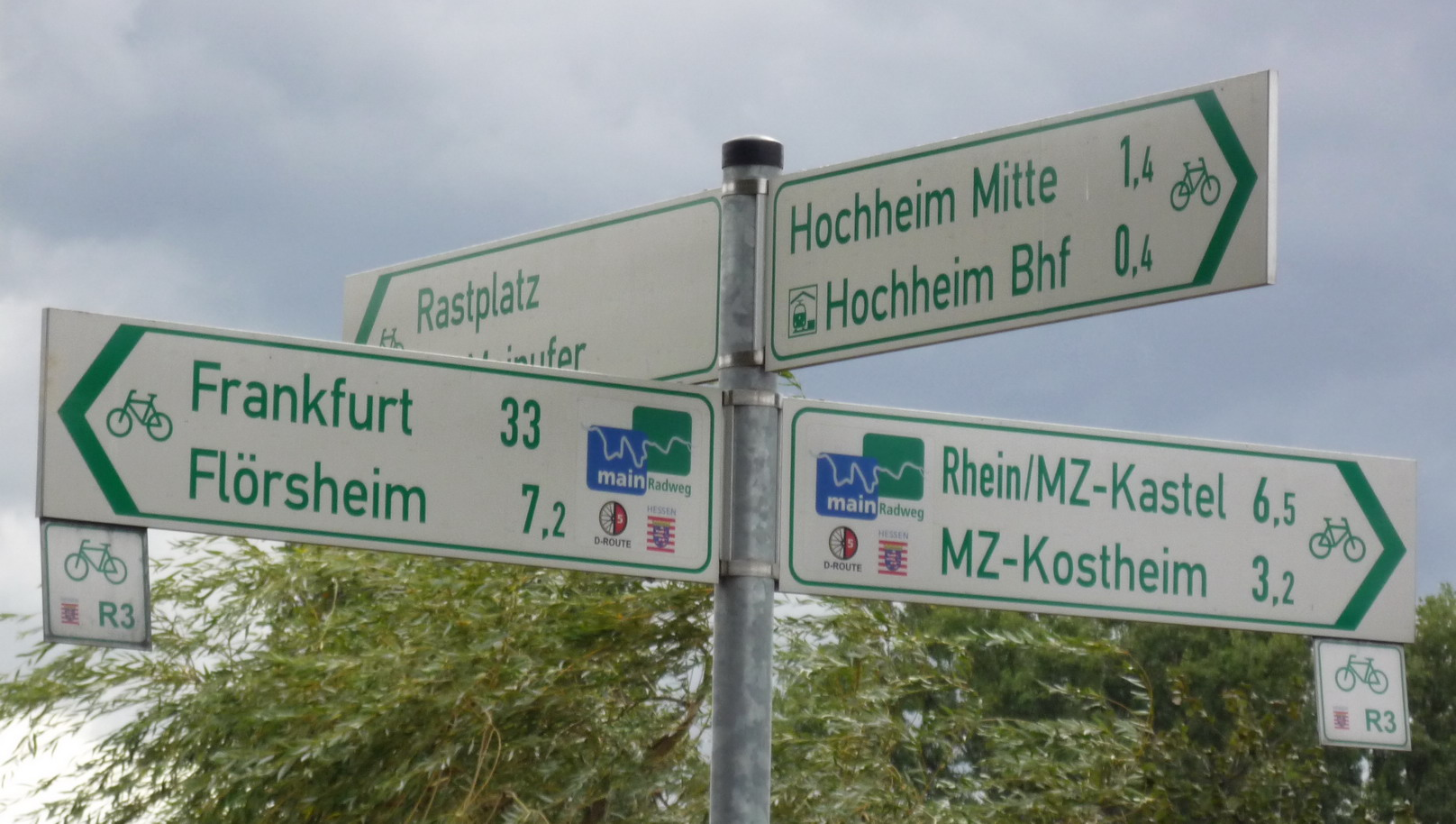
Marcaje en Hochheim

Desde Venlo, la ruta ciclista llega a Düsseldorf a través de la vía verde llamada Fietsallee am Nordkanal que discurre a lo largo del Grand Canal du Nord . Comparte un núcleo común con el EV 3, el EV 15 y el D-Route 8 (Rhein-Route) de la red nacional alemana desde Düsseldorf, a lo largo del valle del Rin vía Colonia, Bonn, Koblenz hasta Maguncia.
En Maguncia, la ruta sale del Rin para seguir el río Meno utilizando la D-Route 5 (Radroute Saar-Mosel-Main) de la red nacional alemana, a través de Frankfurt, Würzburg, Bamberg y Bayreuth, luego se une a la frontera checa. en Hohenberg an der Eger .

### República Checa

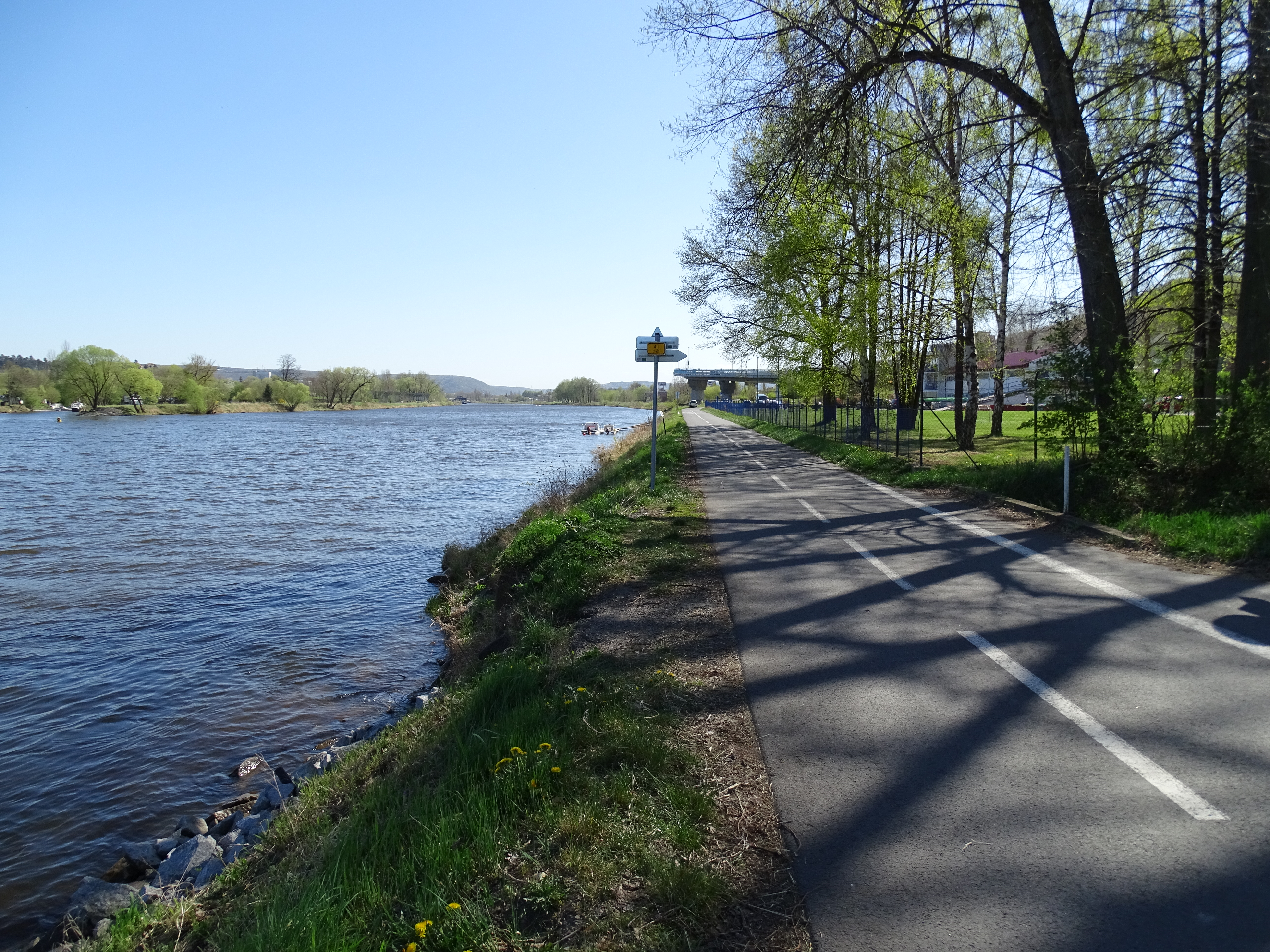
el EV 4 al borde del Moldau en Malá Chuchle

En Egra, EuroVelo 4 se cruza con EuroVelo 13, luego continúa hacia Karlovy Vary y Praga usando la Vía Verde Berounka-Střela a través de la Reserva Natural Křivoklátsko . En Praga, corre junto con el EV 7 desde el distrito de Branik hasta el parque Thomayerovy sady.
Luego se une al valle del Elba a través de la ruta ciclista del Elba hacia Čelákovice a Kolín . Luego, EV 4 toma la dirección de Brno a través de las montañas de Bohemia y Moravia, donde se cruza con EV 9.
Finalmente toma la dirección de Ostrava y la frontera con Polonia, en particular a lo largo del valle de Morava

### Polonia
EuroVelo 4 ingresa a Polonia en la región de la Pequeña Polonia y pasa por las ciudades de Bielsko-Biała y Kraków (intersección con EV 11 ). Toma prestadas algunas porciones de la ruta ciclista del río Vístula, a lo largo del Vístula.
 

Luego se une a las ciudades de Tarnów, Rzeszów y Przemyśl . Esta última parte aún no está abierta.

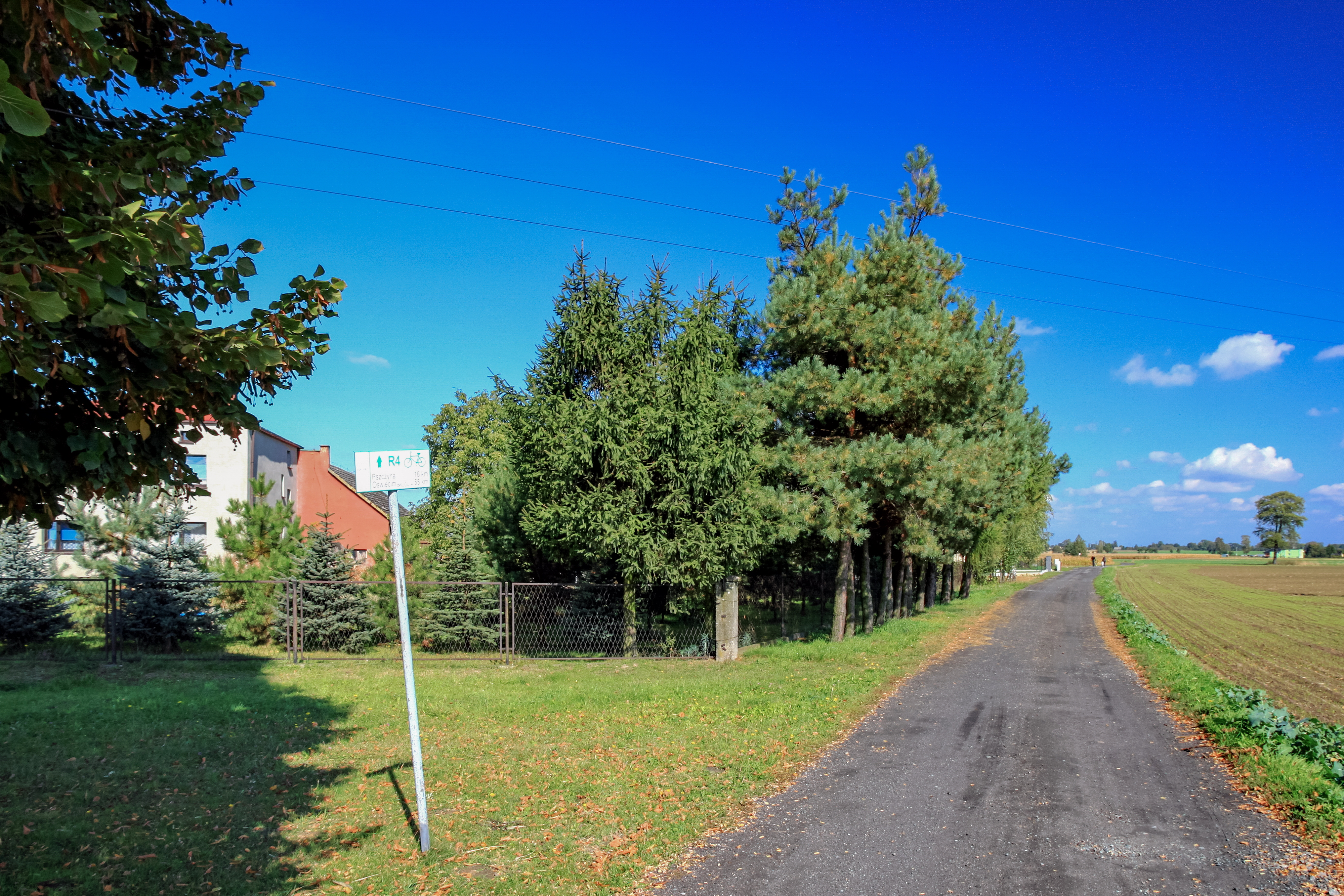
EV 4 en Olszyna
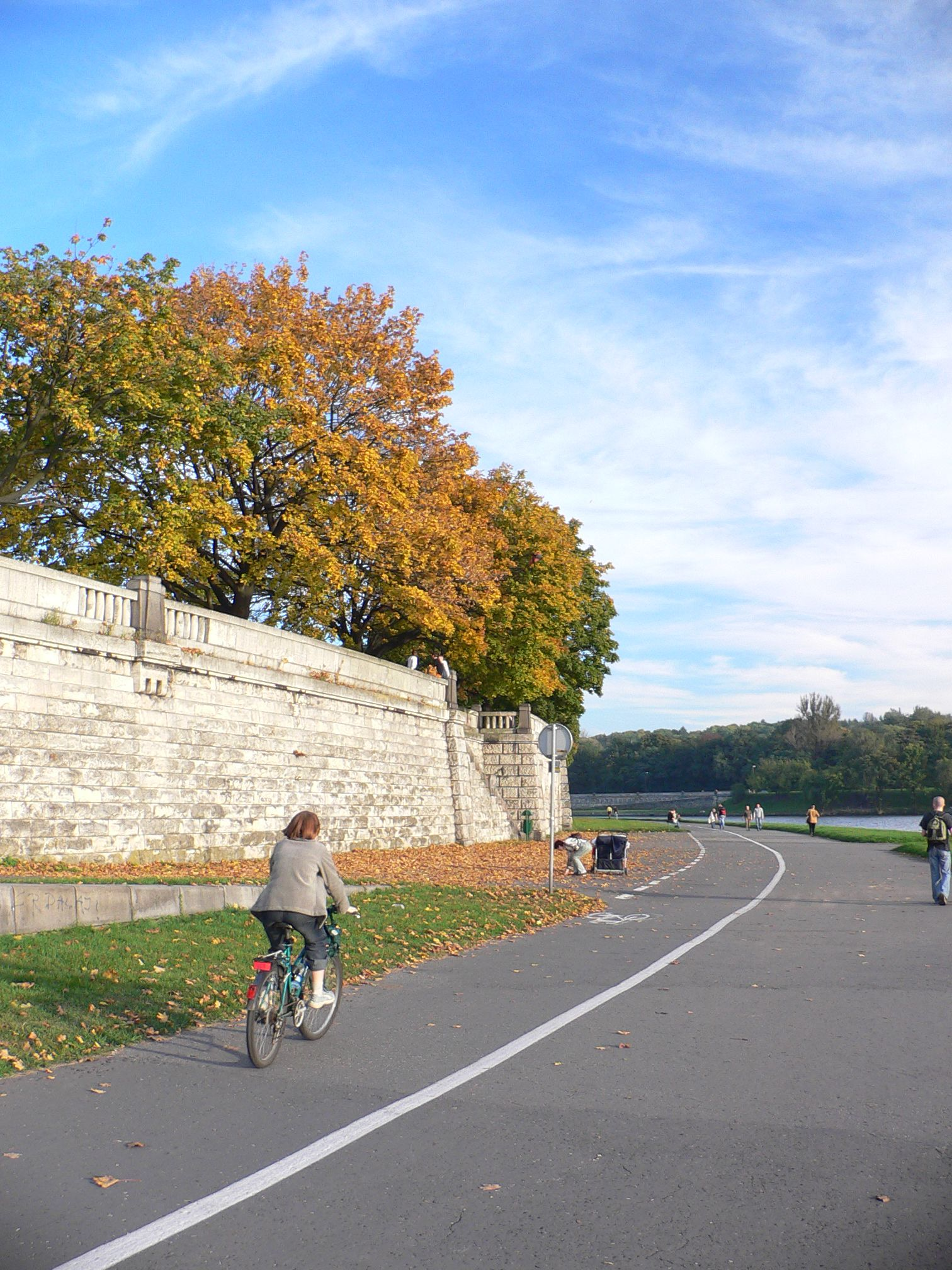
EV 4 en Cracovia

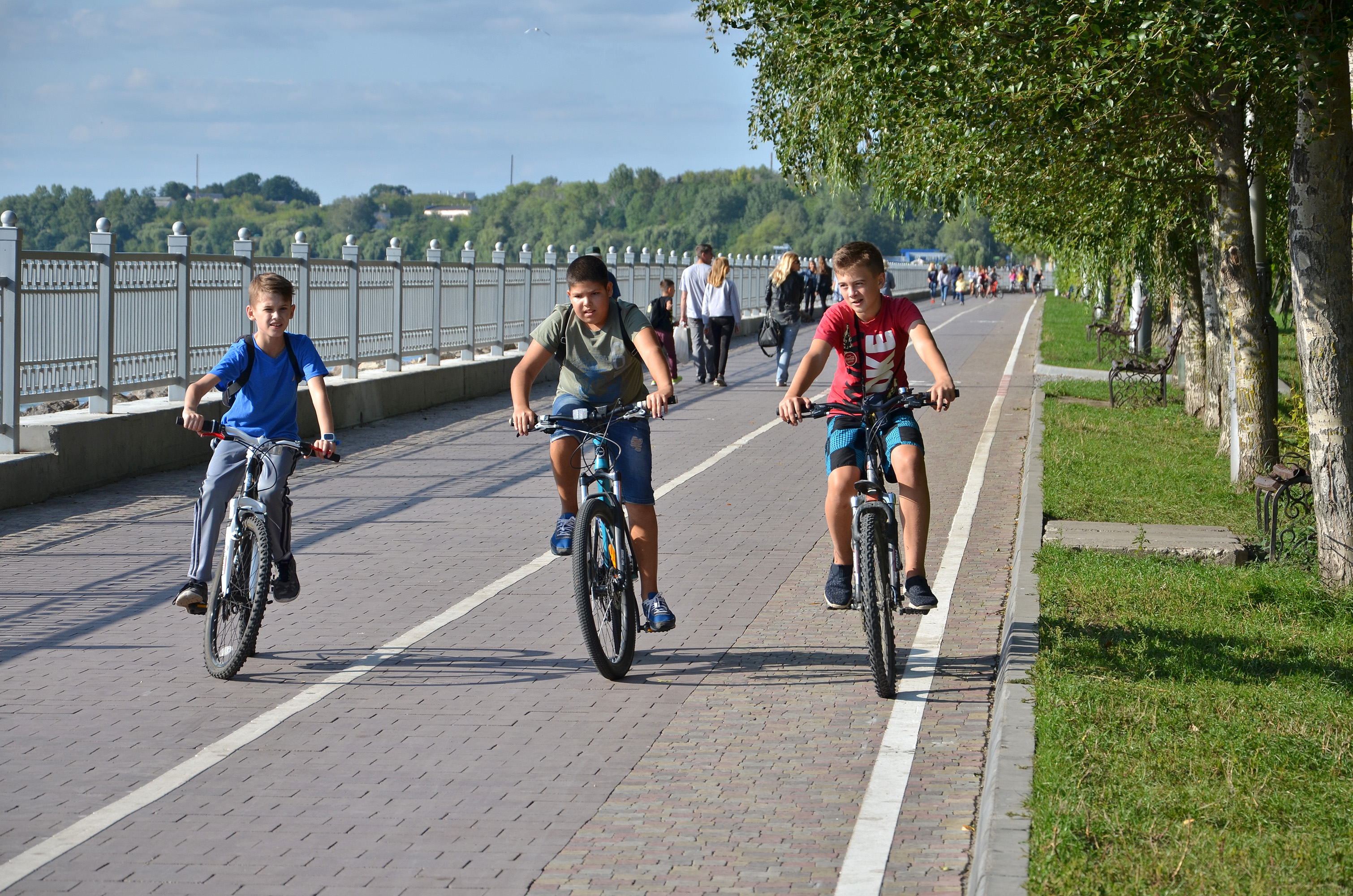
Ruta ciclista en Ternopil.

La parte ucraniana del Eurovelo aún no está equipada. La ruta pasa por las ciudades de Lviv, Ternopil, Pochayiv y su monasterio, Zhytomyr y finaliza en Kiev.